# 大土耳其战争
大土耳其战争（德語：Der Große Türkenkrieg），也称神圣联盟战争，是指奥斯曼帝国与多个加入神圣联盟的欧洲国家之间一系列的冲突。时间始于1683年，结束于1699年《卡尔洛夫齐条约》的签订。这场战争以奥斯曼帝国的失败告终，帝国失去大部分中欧地区的领土。